# Freylinia densiflora
Freylinia densiflora är en flenörtsväxtart som beskrevs av George Bentham. Freylinia densiflora ingår i släktet Freylinia och familjen flenörtsväxter. Inga underarter finns listade i Catalogue of Life.